# Mauro-Giuseppe Lepori
Mauro-Giuseppe Lepori, O.Cist. (Lugano, 18 marzo 1959), è un monaco cristiano e presbitero svizzero, attuale abate generale dell'Ordine Cistercense.

## Biografia

Nato a Lugano, è cresciuto a Canobbio. Ha studiato filosofia e teologia all'Università di Friburgo. Nel 1984 è entrato nella abbazia cistercense di Hauterive, che appartiene alla Congregazione di Mehrerau. Il 17 maggio 1986 ha preso i voti, nel 1989 i voti solenni; dopo l'ordinazione sacerdotale del 10 giugno 1990 Lepori ha servito come maestro dei novizi. Il 16 maggio 1994 è stato eletto 59º Abate di Hauterive, ricevendo la benedizione il 29 giugno 1994. Il 2 settembre 2010, durante il Capitolo Generale dell'Ordine che si è svolto a Rocca di Papa, è stato eletto Abate Generale dei Cistercensi.
Nel frattempo era però già diventato noto attraverso la pubblicazione di numerosi libri e articoli, la partecipazione sul banco dei relatori di innumerevoli conferenze e la predicazioni di ritiri spirituali. È anche attivo nel campo della pittura, come acquarellista.
Nel novembre 2020 viene proposto da papa Francesco come Vescovo della Diocesi di Coira, ma la sua candidatura viene respinta dai membri del capitolo della cattedrale di Coira, responsabili ultimi dell'elezione del vescovo diocesano.
Dal 29 aprile al 1 maggio 2022 predica gli annuali esercizi spirituali della Fraternità di Comunione e Liberazione da titolo «Cristo, vita della vita».

## Opere
In lingua italiana:
- L'amato presente. Marietti 2002, ISBN 88-211-6326-1.
- Il Mistero è pasquale. Marietti 2006, ISBN 88-211-6345-8.
- Fu invitato anche Gesù. Cantagalli 2006, ISBN 88-8272-269-4.
- Sorpresi dalla gratuità. Cantagalli 2007, ISBN 978-88-8272-321-7.
- La vita si è manifestata. Marietti 2008, ISBN 978-88-211-6934-2.
- Fu invitato anche Gesù. Conversazioni sulla vocazione famigliare. Cantagalli 2010, ISBN 978-88-827-2269-2.
- Simone chiamato Pietro: Sui passi di un uomo alla sequela di Dio. Cantagalli 2015, ISBN 978-88-687-9103-2.
- Si vive solo per morire? Cantagalli 2016, ISBN 978-88-6879-377-7.
- Aderire a Cristo Cantagalli, 2015
- Seguire Cristo Cantagalli 2015
- Irradiare Cristo Cantagalli 2017
- Innamorarsi di Cristo Cantagalli 2017
- «Cristo, vita della vita» Tracce 2022.

In lingua tedesca:
- Simon Petrus. Paulusverlag Fribourg 2008, ISBN 978-3-7228-0755-3.
- Simon Petrus. Paulusverlag Fribourg 2009, ISBN 978-3-7228-0753-9.
- Von der Freude, sich Gott zu nähern: Beiträge zur cisterciensischen Spiritualität. Be&Be-Verlag 2010, ISBN 978-3-902694-11-9, zusammen mit Wolfgang Buchmüller (Herausgeber) und anderen